# Kopalnia węgla brunatnego Leopold
Kopalnia węgla brunatnego Leopold – nieistniejąca podziemna  kopalnia węgla brunatnego w Dżurowie, obecnie na terenie Ukrainy.

Kopalnia była położona w Zagłębiu Stanisławowskim, w którego skład wchodziły m.in. inne kopalnie węgla brunatnego: Handlowa w Glińsku, Alfred II  (Roman II), Edward i kopalnia Rudy Żelazne w Potyliczu, a także warzelnie soli w Delatyniu, Kałuszu, Kosowie i Łanczynie .

## Warunki geologiczne
Na terenie obecnego rejonu śniatyńskiego na Ukrainie znajdowały się płytkie (na głębokości 7-30 m) złoża węgla brunatnego w cienkich, niemal poziomych pokładach  o grubości 0,1-0,5 m , powstałe w miocenie pokuckim , przykryte warstwami marglu zatoczkowego i iłami . Węgiel był wydobywany w Dżurowie co najmniej od połowy XIX wieku .

## Właściciele i wielkość wydobycia

Właściciel kopalni, Stanisław Szczepanowski

Kopalnia w Dżurowie została założona w 1885 roku . Jej właścicielem był Stanisław Szczepanowski , który kupił ją dzięki pożyczce Galicyjskiej Kasy Oszczędności . Wobec trudności w utrzymaniu rentowności wydobycia  na skutek wysokich kosztów odwadniania zalewanej kopalni oraz bankructwa Szczepańskiego
  została ona sprzedana . Kopalnię Dżurów i Myszyn wraz z koleją fabryczną nabył od 
Galicyjskiej Kasy Oszczędności Leopold Lityński w 1899  .
W 1905 kopalnia w Dżurowie i kopalnia w Nowosielicy, wydobyły łącznie co najmniej 40418 ton węgla . 

 W tym czasie węgiel z Dżurowa był głównie przekazywany kolei państwowej, sprzedawany także na miejscu i wysyłany na 
Bukowinę .
 W 1912 roku w Dżurowie istniały dwie kopalnie: 
Zygmunt i Leopold, niekiedy w zestawieniach traktowane łącznie jako 
Zygmunt-Leopold, obie były własnością Lityńskich. Wydobycie urobku odbywało się z wykorzystaniem maszyn parowych, woda była usuwana za pomocą pomp.
 Po I wojnie światowej Dżurów znalazł się w granicach II Rzeczypospolitej, w województwie stanisławowskim. Kopalnia wydobyła 2341 ton węgla brunatnego w okresie od 1 stycznia do 31 października 1921. W 1922 kopalnia była nadal w rękach Zygmunta i Apoloniusza Litińskich (Lityńskich), a wydobycie wyniosło 2836 t węgla. 
Uzyskano 1 796 t w okresie od 1 stycznia do 31 maja 1923, oraz 840 t w analogicznym okresie roku 1924.

 W 1924 kopalnia należała do Spółki z ogr. por. w Dżurowie - Towarzystwa górniczego Dżurów.

17 września 1939 Dżurów znalazł się na ziemiach okupowanych przez ZSRR , 
a kopalnia została zznacjonalizowana.
 Po II wojnie światowej wydobycie w Dżurowie było kontynuowane prywatnie w kopalni prowadzonej przez Wasyla Timofiejewicza Tanasijczuka, która jednak również została znacjonalizowana, a jej nazwa zmieniona na Kopalnię nr 1 Dżurowskiej Gorzelni (Шахта № 1 Джурівського спиртзаводу). Po zamknięciu kopalń państwowych w Dżurowie i Nowosielicy kontynuowano wydobycie nielegalnie prywatnie, a uzyskany węgiel był zużywany głównie na zimowy opał.
 27 sierpnia 1957 roku miał miejsce wypadek w jednej z kopalni , na skutek którego prywatne wydobycie zostało oficjalnie zakazane przez rząd, chociaż na małą skalę okoliczni mieszkańcy uzyskiwali węgiel również w XXI wieku, co miało miejsce np. po ulewnych deszczach.